# Aurillac
Aurillac (Occitaans: Orlhac) is een stad in het Franse departement Cantal. De stad ligt aan het riviertje de Jordanne. Op 1 januari 2022 woonden er 26.189 mensen, die Aurillacois worden genoemd. Hiermee is het veruit de grootste gemeente van de Cantal. Doordat Aurillac de prefectuur van het departement is en daarnaast hoofdplaats van het arrondissement Aurillac en van 4 kantons, is het een belangrijk bestuurlijk centrum.
Aurillac is de historische paraplu-hoofdstad van Frankrijk. Nog steeds wordt hier de meerderheid van de in Frankrijk gemaakte paraplu's gemaakt. In 1999 waren dit 250.000 exemplaren.
Sinds 1985 vindt er elk jaar in augustus het straattheaterfestival Festival d'Aurillac plaats.
In de gemeente ligt spoorwegstation Aurillac.

## Geschiedenis
Aurillac was al bewoond in de Gallo-Romeinse tijd en de naam van de stad gaat terug op Aureliacum, de plaats waar ene Aurelius zich had gevestigd. Maar de plaats ontwikkelde zich pas in de 9e eeuw, toen een versterkt kasteel werd gebouwd. Rond 895 stichtte Geraldus van Aurillac (Géraud) er een kerk en een benedictijner abdij. Hij werd begraven in de door hem gestichte kerk, die toen ook aan hem gewijd werd. Het graf van de heilige Geraldus werd een belangrijk bedevaartsoord. Gerbert van Aurillac, de latere paus Silvester II, was een monnik afkomstig uit de Abdij Saint-Géraud van Aurillac. De abdij met haar school en haar bibliotheek had in de middeleeuwen een grote intellectuele uitstraling. De stad Aurillac ontstond aan de voet van het kasteel rond de abdij.

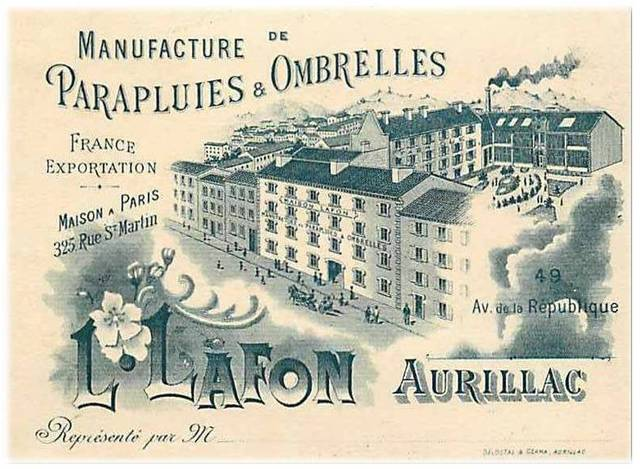
Manufacture de Parapluies et Ombrelles Lafon, postkaart uit 1922

In 1233 werd het kasteel verwoest tijdens de oorlog met de albigenzen. Ook in de 13e eeuw kreeg Aurillac een stadsbestuur met verkozen consuls, ondanks de tegenkanting door de abten van Saint-Géraud. Tijdens de latere oorlogen met de Engelsen hield de stad Aurillac stand vanwege zijn omwalling. Tijdens de godsdienstoorlogen in de 16e eeuw werd de abdij verwoest door de hugenoten. In 1569 werd de stad ingenomen door een protestants leger en veel katholieke inwoners van Aurillac werden gedood. In 1581 kon een nieuwe protestantse aanval worden afgeslagen.
Aan het eind van de Middeleeuwen had Aurillac een belangrijke administratieve functie in de regio gekregen als hoofdstad van Haute-Auvergne. In 1790 werd Aurillac de hoofdstad van het departement Cantal. In 1866 werd het spoorwegstation geopend en dit veroorzaakte en sterke economische en demografische groei. De productie van paraplu's ontwikkelde zich vanaf het midden van de 19e eeuw. In 1862 stelde de firma Durand Lafon 130 mensen te werk in haar atelier terwijl nog eens 90 vrouwen aan huisarbeid deden. Aan het begin van de 20e eeuw waren er vijf paraplufabrieken (Uzols, Lancelot, Poignet, Lafon en Bois) met 625 arbeiders, waarvan het merendeel vrouwen waren die thuis arbeidden. De werkomstandigheden waren slecht en in 1905 en opnieuw in 1914 braken stakingen uit. Na de Tweede Wereldoorlog ging het bergaf met deze industrietak door toenemende concurrentie uit het buitenland.

## Bezienswaardigheden
De kerk Saint-Géraud werd gebouwd van de 15e tot de 17e eeuw, maar heeft nog enkele romaanse fragmenten. Twee romaanse kapitelen heeft men tot wijwatervaten omgevormd. De Chapelle d'Aurinques is gebouwd na een overwinning van de katholieken tijdens de godsdienstoorlogen in de 16e eeuw. De kapel heeft glas-in-loodramen uit de 17e eeuw. De Notre-Dame-aux-Neiges bezit een zeer vereerde zwarte madonna uit de 17e eeuw. Het gebouw dateert uit de 14e eeuw en werd gerestaureerd in de 17e eeuw.
Tussen 1801 en 1806 werd het stadhuis gebouwd op de plaats van de afgebroken kerk Notre-Dame.

### Afbeeldingen

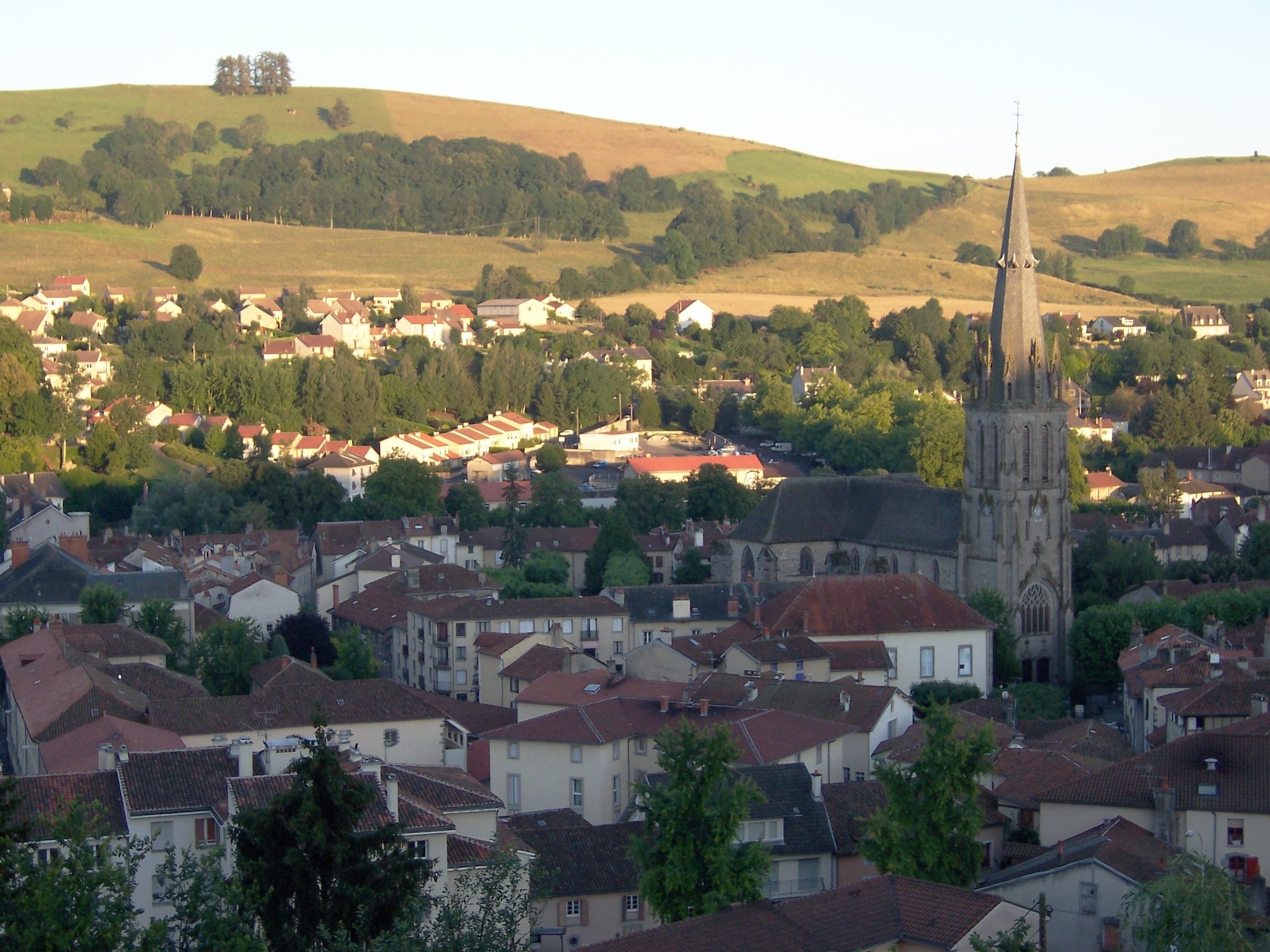
Abbatiale Saint-Géraud
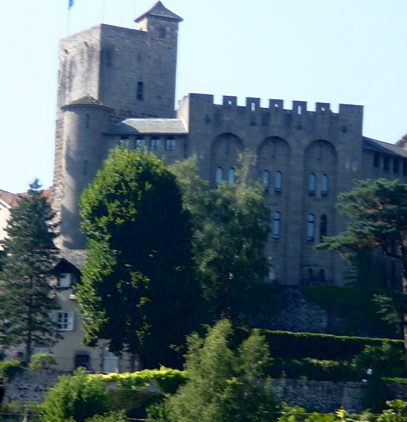
Château Saint-Étienne
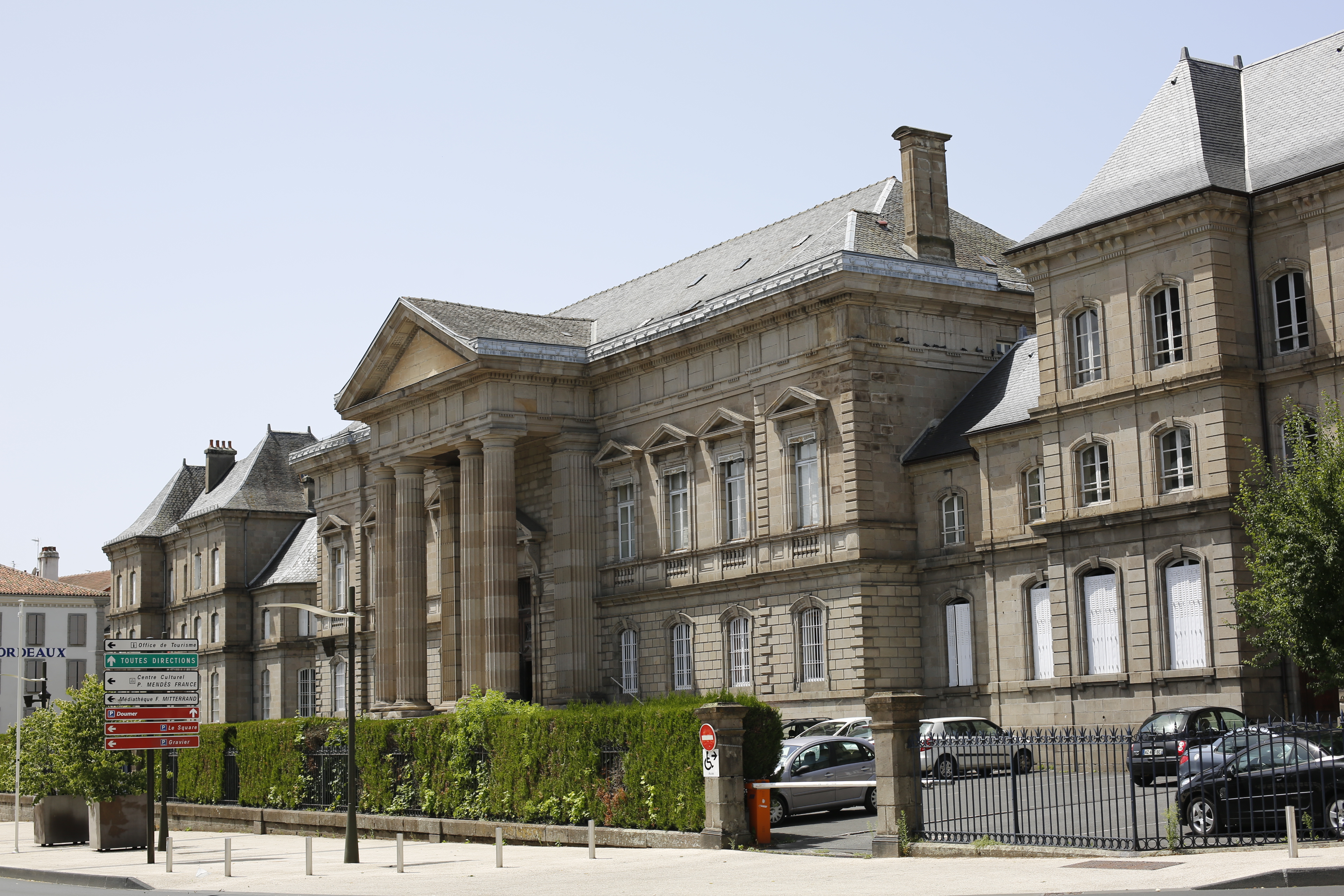
Gerechtsgebouw
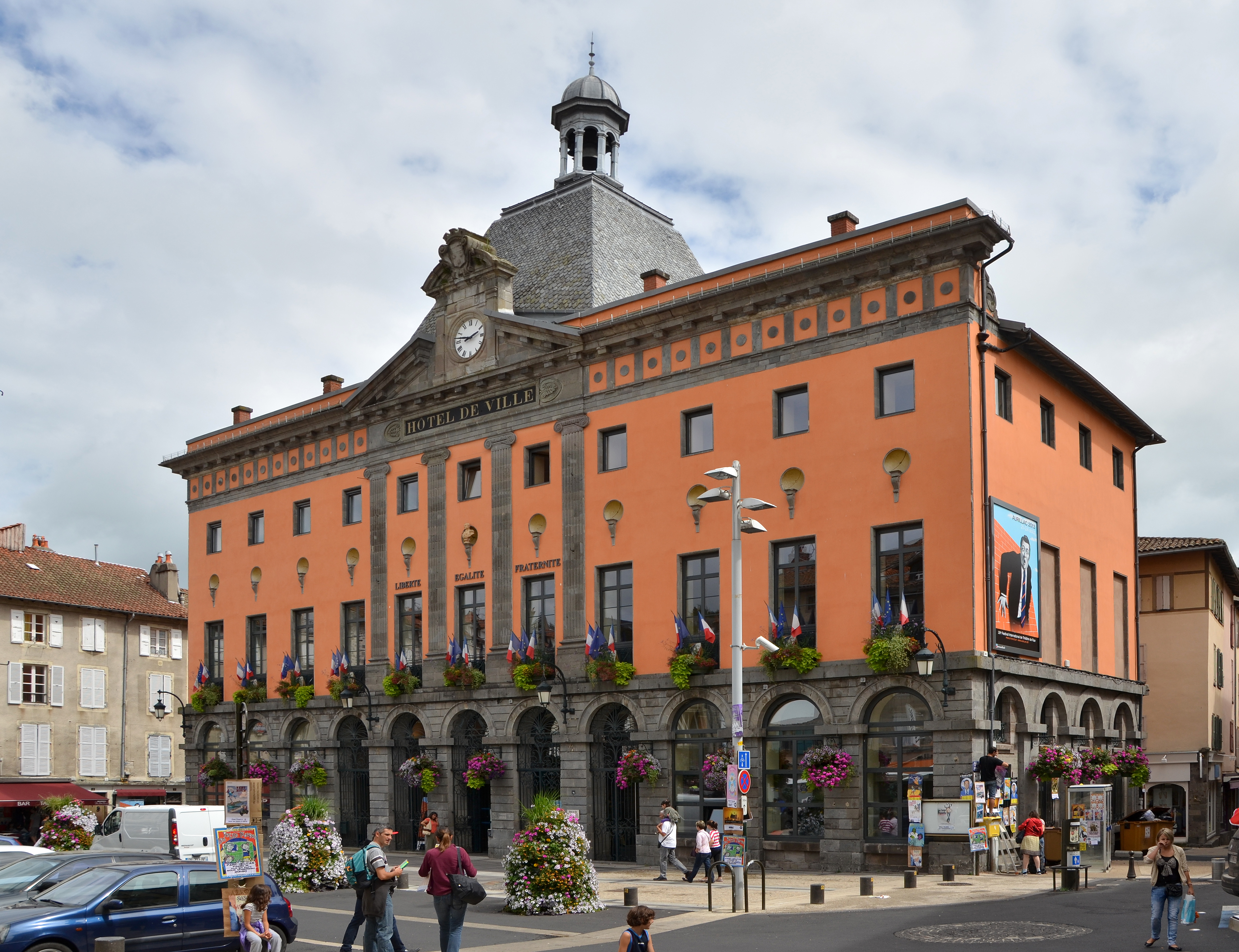
Stadhuis
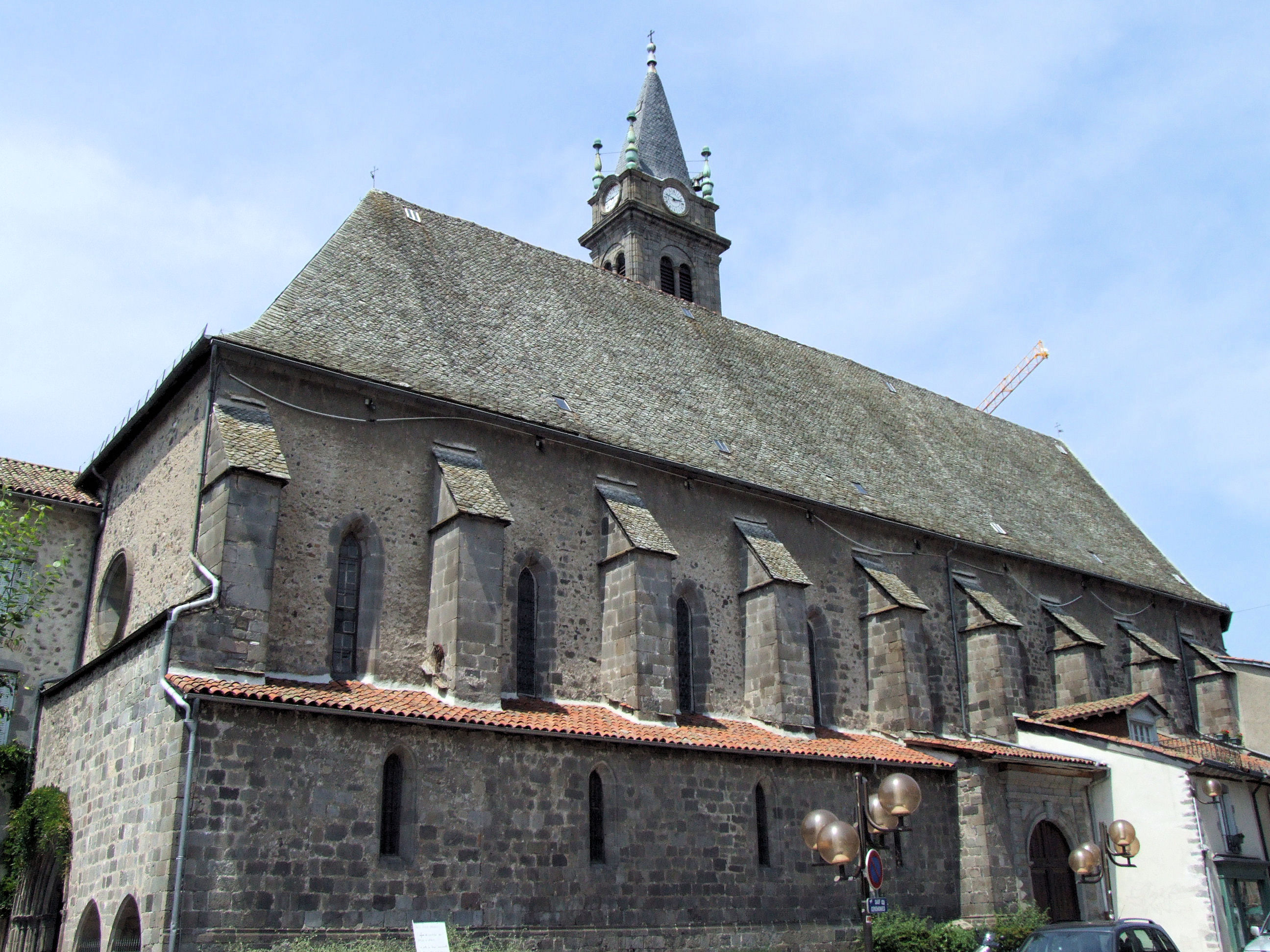
Kerk Notre-Dame-aux-Neiges
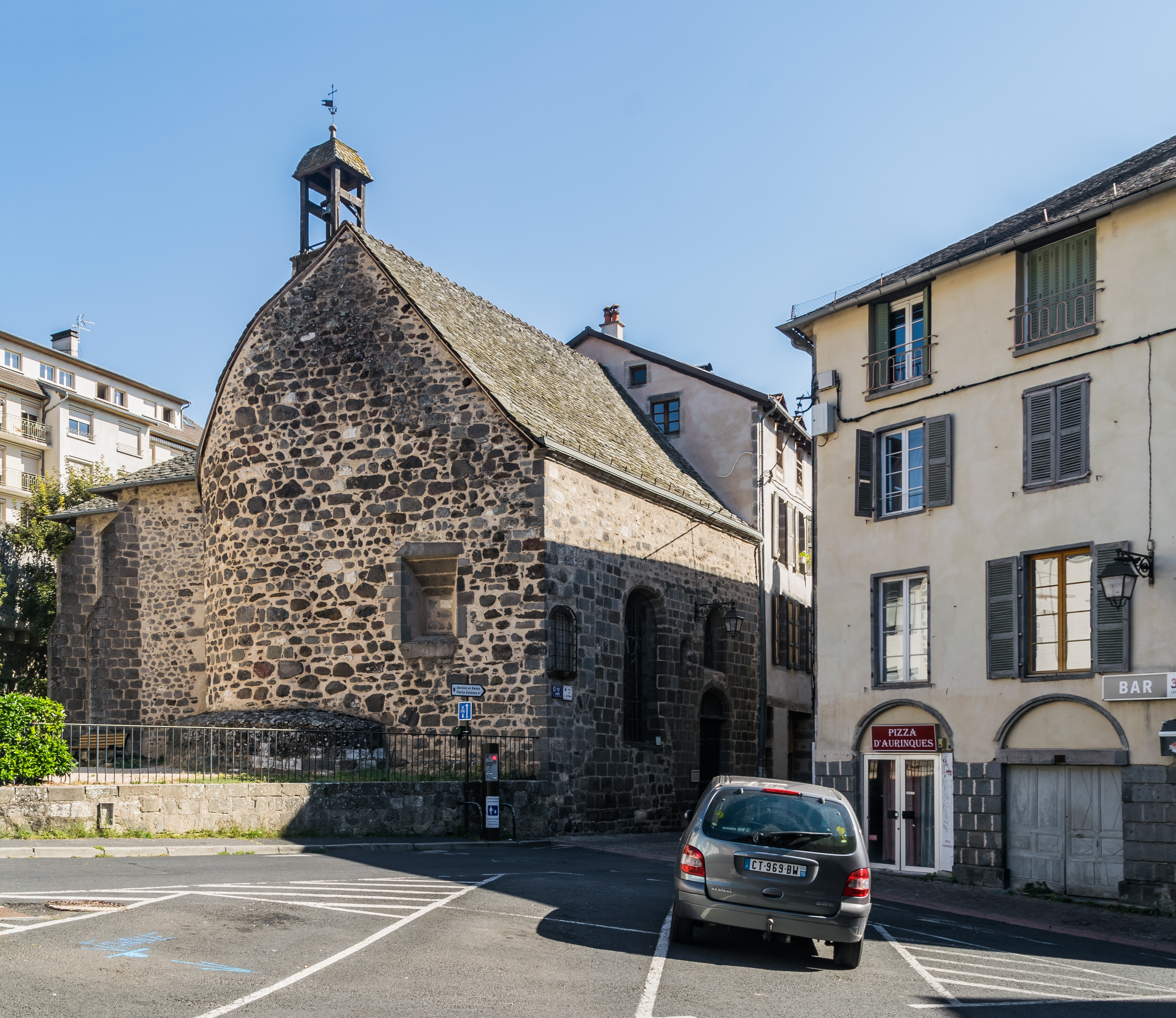
Kapel Notre-Dame d'Aurinques
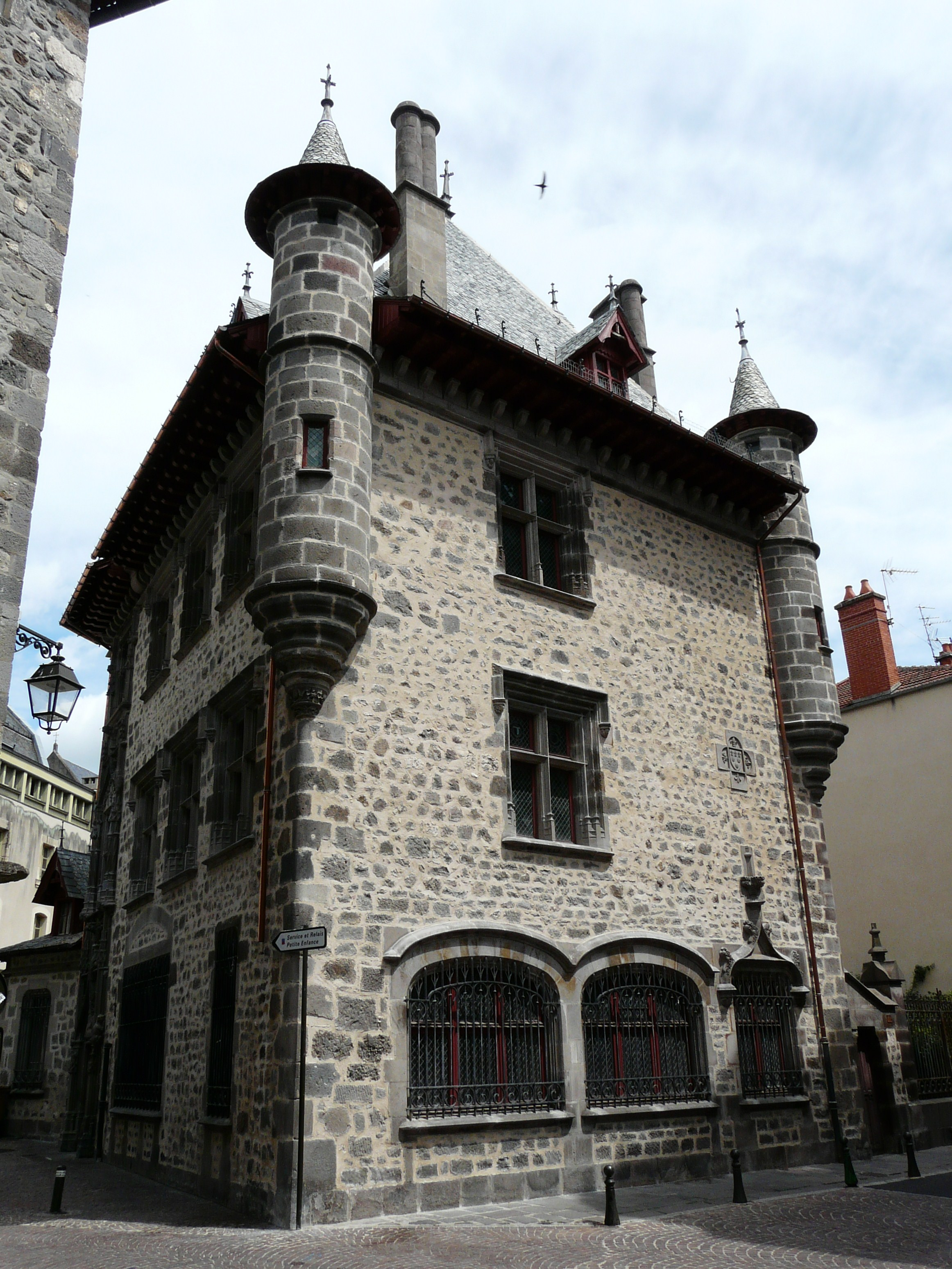
Maison consulaire
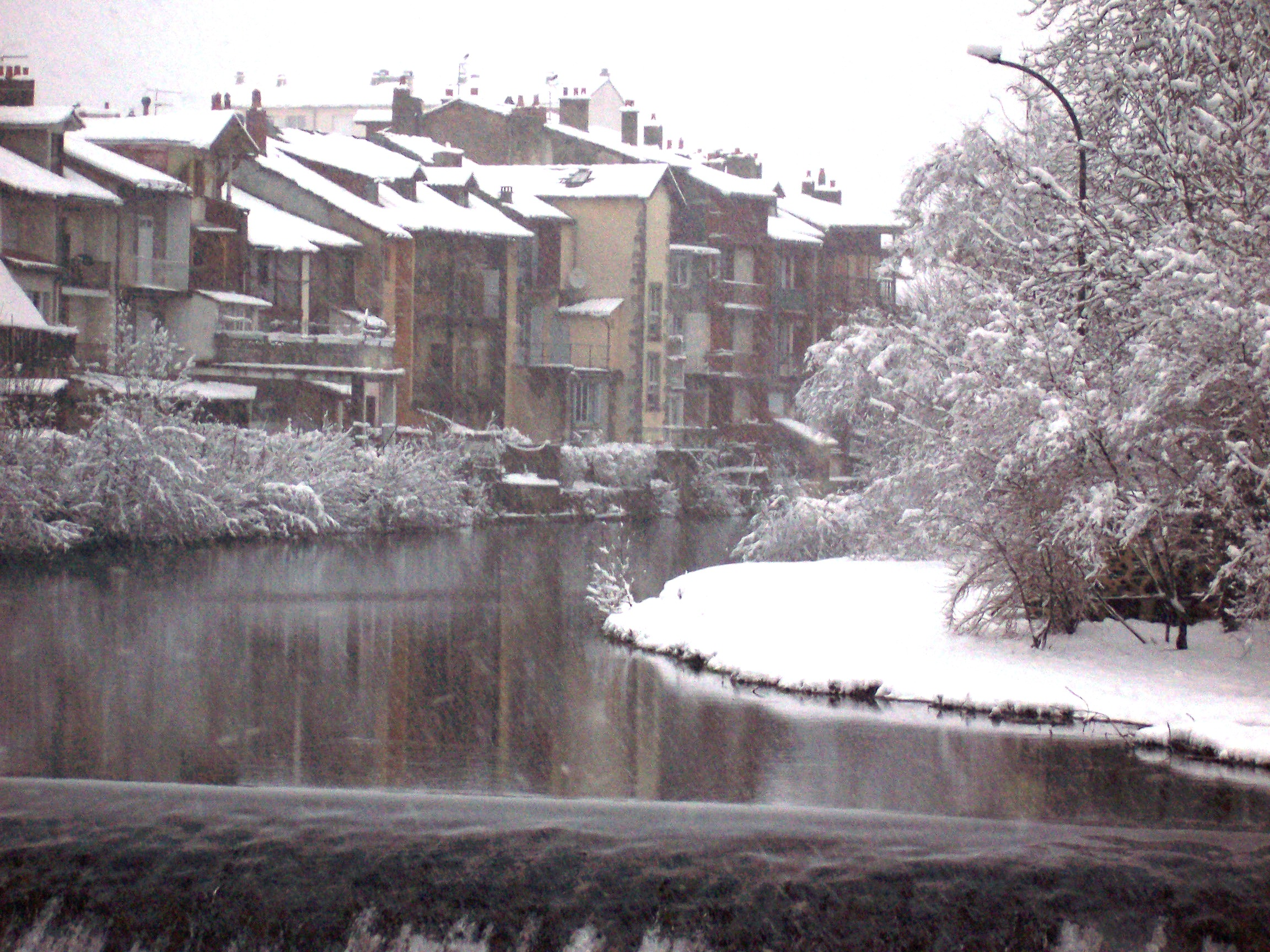
Huizen aan de Jordanne

## Geografie
De gemeente ligt op een gemiddelde hoogte van 631 m in de uitlopers van de Monts du Cantal. De Jordanne stroomt door de gemeente en boven het stadscentrum ligt de heuvel Puy Courny (761 m).
De onderstaande kaart toont de ligging van Aurillac met de belangrijkste infrastructuur en aangrenzende gemeenten.

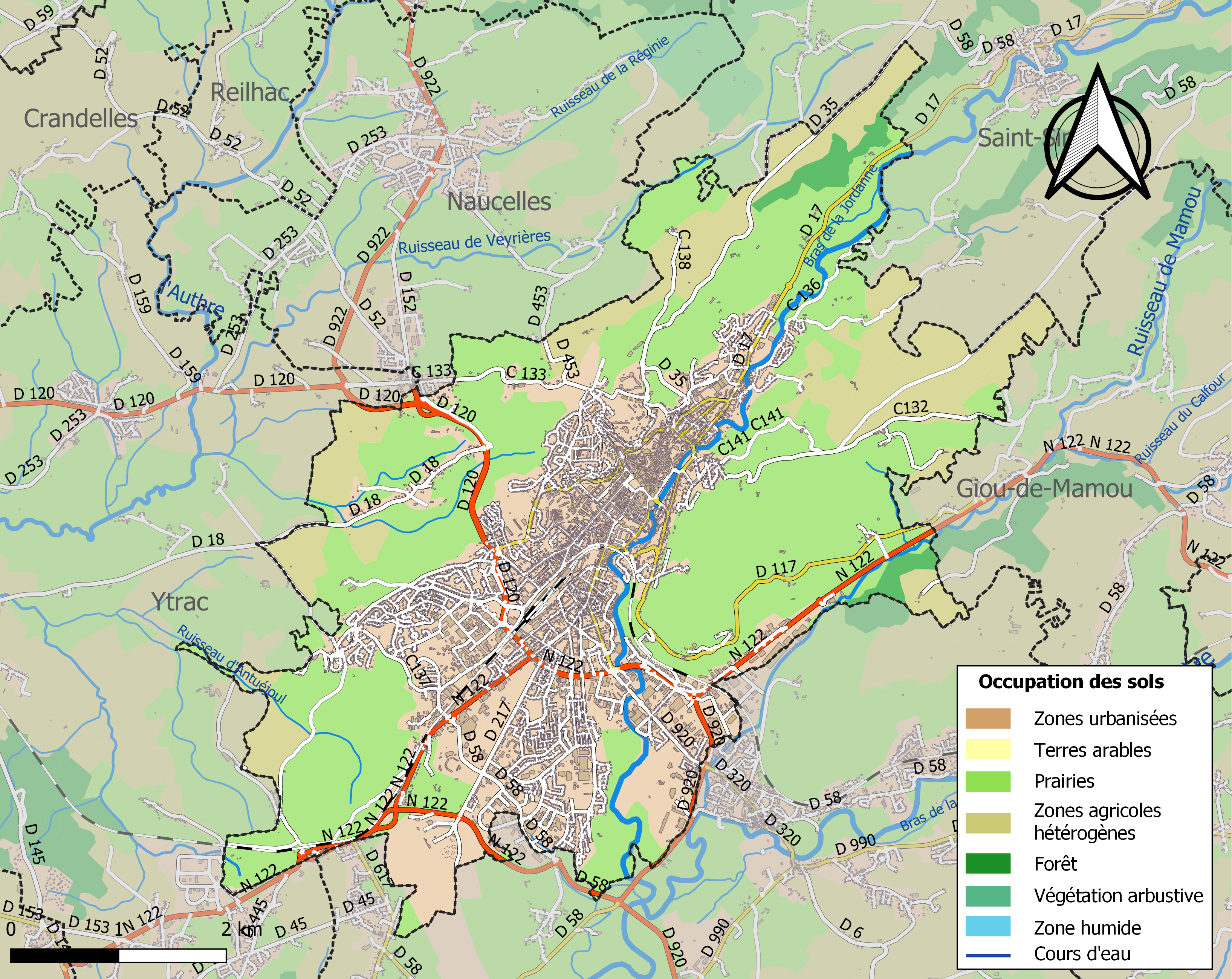

## Demografie
In 1759 bij een eerste volkstelling had Aurillac 6.268 inwoners.
Onderstaande figuur toont het verloop van het inwonertal (bron: INSEE-tellingen).

Vanwege een beveiligingsprobleem met de MediaWiki Graph-software is het momenteel niet mogelijk deze grafiek weer te geven. Zodra de software is bijgewerkt zal de grafiek vanzelf weer zichtbaar worden.

## Sport
Aurillac was negen keer etappeplaats in de wielerkoers Ronde van Frankrijk. Ondemeer de Belg Rik van Looy (1963) en Nederlander Henk Lubberding (1983) wonnen een etappe in Aurillac. In 2024 was Aurillac voorlopig voor het laatst etappeplaats. 

## Geboren
- Paul Doumer (1857-1932), president van Frankrijk (1931-1932)
- Marie Marvingt (1875-1963), sportvrouw, oorlogsveteraan, pilote, bergbeklimster, uitvinder, journalist, auteur, verpleegkundige en de eerste vrouw die officieus de Tour de France fietste in 1908.
- David Delrieu (1971), wielrenner
- Assaad Bouab (1980), acteur
- Tom Donnenwirth (1998), wielrenner
- Killian Verschuren (2002), wielrenner